# Aderus delamarei
Aderus delamarei is een keversoort uit de familie schijnsnoerhalskevers (Aderidae). De wetenschappelijke naam van de soort werd in 1946 gepubliceerd door Maurice Pic.